# Procyon (geslacht)
Procyon is een geslacht van roofdieren uit de familie van de wasberen (Procyonidae). Ze komen voor in grote delen van Amerika en Noord-Europa. De algemeenste soort is de gewone wasbeer (Procyon lotor). De andere twee soorten komen alleen in tropische gebieden voor en zijn minder goed bekend. 
Uit genetisch onderzoek blijkt dat de wasberen verwant zijn aan de katfretten (Bassariscus), waar ze zich ongeveer tien miljoen jaar geleden in de evolutie van hebben afgesplitst.

## Kenmerken
Soorten uit dit geslacht zijn te herkennen aan hun zwarte masker en geringde staart.

## Voedsel
Ze eten bijna alles, van vissen, kikkers, insecten en kleine zoogdieren tot vruchten en groenten.

## Soorten
Het geslacht omvat drie soorten:
- Procyon cancrivorus – Krabbenetende wasbeer
- Procyon lotor – Wasbeer
- Procyon pygmaeus – Cozumelwasbeer

Enkele andere taxa die voorheen de rang van soort hadden, worden nu als ondersoorten van de wasbeer opgevat. Het gaat om Procyon gloveraleni (nu Procyon lotor gloveralleni), Procyon maynardi (nu Procyon lotor maynardi), Procyon minor (nu Procyon lotor minor) en Procyon insularis (nu Procyon lotor insularis). Procyon brachyurus werd in 1837 door Arend Friedrich August Wiegmann beschreven op basis van twee dieren die in gevangenschap leefden. Die dieren zijn later verloren gegaan, en het is niet duidelijk of ze een apart taxon vertegenwoordigden.

## Invasieve uitheemse soort
In de Europese Unie wordt de wasbeer als een invasieve diersoort beschouwd. Daarom staat deze soort sinds 2016 op de Unielijst voor invasieve uitheemse soorten. Dit heeft tot gevolg dat het bezit, de handel, de kweek, het transport en de import van deze soort verboden is. De dieren die in bezit waren van particulieren op het moment van de plaatsing van de diersoort op de lijst, mogen door hun eigenaren nog wel worden gehouden tot de dood van de dieren en ook dierentuinen kunnen onder bepaalde voorwaarden een uitzondering krijgen.